# Paradidactylia dalabaensis
Paradidactylia dalabaensis är en skalbaggsart som beskrevs av Rudolph Petrovitz 1973. Paradidactylia dalabaensis ingår i släktet Paradidactylia och familjen Aphodiidae. Inga underarter finns listade i Catalogue of Life.